# NHK 교육 텔레비전
NHK 교육 텔레비전(일본어: NHK教育テレビジョン, 영어: NHK Educational TV, ETV, NHK E)은 일본방송협회에서 운영하는 텔레비전 방송국중 하나이다. 대한민국의 EBS 1TV, EBS 2TV과 거의 상당하다.

## 개요
- 1959년 1월 10일에 일본 최초이자 세계 최초의 교육 방송국으로 개국했으며 호출부호는 라디오 제2방송과 같다.
- 개국 초기에는 방송이 중단되는 시간대가 있었으나, 이후 방송시간이 점차 확대되어 1967년 4월을 기해 방송중단 시간 없이 아침부터 밤까지 방송을 할 수 있게 되었다.
- 1977년 10월에 일본의 텔레비전 방송국 중에서 가장 늦게 프로그램 전면 컬러화가 이루어졌다.
- 일본 전국방송으로 설립되었기 때문에 지역방송을 하지 않으며 한 방송국에서 여러 현을 방송구역으로 삼는 경우가 많아 종합 텔레비전보다 방송국 수가 적다.
- 1990년에 닛폰 TV에서 방송하던 《EX 텔레비전 OSAKA》(요미우리 TV 방송 제작)라는 버라이어티 프로그램에서 "시청률 조사기를 보유하고 있는 약 2600 가구에게만 방송할 프로그램"이라는 특집 프로그램을 방송하기로 했고 이때 이 프로그램의 사회자는 시청자에게 1분간 NHK 교육 텔레비전에 채널을 맞춰줄것을 부탁했다. 당시 NHK의 모든 지상파 텔레비전 방송국은 이 프로그램이 방송중인 오전 0시대에는 방송을 종료했음에도 불구하고 2%(비디오 리서치), 5.9%(AC닐슨)의 순간시청률을 기록했는데 이 때문에 시청률 조사회사인 비디오 리서치에서 요미우리 TV에 항의하는 해프닝이 있었지만 이 프로그램은 그 해 일본 민간방송연맹에서 부여한 TV 오락 프로그램 최우수 상을 수상했다.

## 연혁
- 1959년 1월 10일 : NHK E 개국
- 2011년 7월 24일 : NHK 아날로그 텔레비전 송출 종료이다. 디지털 송출 전환.

## 프로그램 편성
- 교육 프로그램, 복지·실용 프로그램,예술 분야의 프로그램을 주로 방송하며 장애인을 위한 수화뉴스를 방송하고 있다.
- 매년 12월 31일부터 1월 3일에는 특별 프로그램을 방송하고 있으며 제2라디오도 이때 특별 프로그램을 방송한다.
- 종합 텔레비전에서 특별 프로그램을 방송하느라 방송 못하는 국회중계,스포츠중계등을 방송하기도 하며 커다란 재해가 일어날 경우에는 그 재해와 관련된 특별 프로그램을 방송한다.
- 디지털 교육방송의 경우 예비채널을 이용해 메인 채널과 다른 편성으로 방송을 하기도 한다.

## 같이 보기
- KBS
- BBC
- EBS